# Nombre de Kynea
En teoria de nombres, un nombre de Kynea és un nombre enter positiu de la forma:
{\displaystyle 4^{n}+2^{n+1}-1}.
Una forma equivalent és:
{\displaystyle (2^{n}+1)^{2}-2}.
Això vol dir que l'enèsim nombre de Kynea és el resultat de sumar l'enèsima potència de 4 amb el nombre de Mersenne d'ordre n+1. Els nombres de Kynea van ser estudiats per primer cop per Cletus Emmanuel, que els va donar el nom d'una nena petita.
La seqüència dels nombres de Kynea comença amb:
7, 23, 79, 287, 1087, 4223, 16639, 66047, 263167, 1050623, 4198399, 16785407,.

## Propietats
La representació binària de l'enèsim nombre de Kynea té com a primera xifra un 1 seguit de n-1 zeros consecutius, seguits per n+1 uns consecutius, o expressat algebraicament:
{\displaystyle 4^{n}+\sum _{i=0}^{n}2^{i}.}
La representació binària dels primers nombres de Kynea es mostra en la taula de la dreta.
La diferència entre l'enèsim nombre de Kynea i l'enèsim nombre de Carol és la potència de dos d'exponent n+2.

## Nombres primers de Kynea
Un nombre primer de Kynea és un nombre de Kynea que és, a la vegada, nombre primer. A partir del 7, amb n=1, cada nombre de Kynea amb n congruent a 1 en mòdul 3 és múltiple de 7. Això descarta bona part dels nombres de Kynea; tot i que de la resta no tots són primers. Els primers nombres primers de Kynea són:
7, 23, 79, 1087, 66047, 263167, 16785407.
A data de 2006, el nombre primer de Kynea més gran que es coneix té com a índex n = 281621 i té un total de 169553 xifres. Va ser descobert pel mateix Cletus Emmanuel el 2005, utilitzant el programa k-Sieve de Phil Carmody i OpenPFGW. Aquest és el 46è nombre primer de Kynea.